# Guedieiros
Guedieiros é uma aldeia portuguesa no concelho de Tabuaço com 0.6435 km² de area, 191 habitantes e densidade populacional de 296.8/km² (2011).

## Patriomónio e pontos de referência
- Capela de São Marcos
- Ponte sobre o Távora
- Ruínas da Capela de São Sebastião
- Cruz de Bouções

## Festas e Tradições
- Festa em honra de São Marcos
- Ronda da Rua Velha
- Passeio de Motorizadas
- Queima do Entrudo